# Viler
Viler je priimek več znanih Slovencev:

## Znani nosilci priimka
- Elda Viler (*1944), pevka zabavne glasbe
- Mitja Viler (*1986), nogometaš